# 80デイズ
『80デイズ』（エイティデイズ、原題：Around the World in 80 Days）は、2004年公開のアメリカ映画。1956年の映画『八十日間世界一周』のリメイク作。

## 概要
約120億円の製作費を投じて製作された。出演はジャッキー・チェンのほか、イギリスを代表するコメディ俳優であるスティーブ・クーガンなどで、アメリカのカリフォルニア州知事を務めていたアーノルド・シュワルツェネッガーもカメオ出演している。
最先端のコンピュータグラフィックスを駆使し、世界10か国でのロケを敢行した大作であったが、オリジナルのような評価を得ることはできなかった。逆に第25回ゴールデンラズベリー賞で最低助演男優賞（アーノルド・シュワルツェネッガー）と最低リメイク及び続編賞の2部門でノミネートされた。
米ニュース専門放送局が選んだ「最悪のリメイク映画ワースト20」でも11位にランクインした。

## ストーリー
時は19世紀、イギリスに住む発明家のフィリアス・フォッグ。何でも実験しないと気が済まない彼は、過激な実験に執事を無理矢理協力させることもしばしば。そんな彼に愛想を尽かし、執事はとうとう出て行ってしまった。
フォッグが困り果てていたところ、屋敷の庭に一人の男が落ちてきた。彼の名はラウ・シン。中国にある故郷の村から秘宝を盗み出した盗賊を追ってイギリスにやってきた彼は、盗賊から秘宝を奪い返し、町中を逃げ回っていたのだった。ラウはとっさに「パスパルトゥー」という偽名を名乗り、フォッグの家の執事兼実験台として雇われることになった。
その後行われた英国科学アカデミーの会合で、フォッグは科学大臣のケルヴィン卿の挑発に乗せられ、彼との無謀な賭けを受けてしまった。それは「80日間で世界を一周してみせる」。成功すればケルヴィン卿から科学大臣の座を奪い取れるが、できなかった場合は英国科学アカデミーから永久追放され、二度と発明ができなくなってしまう。
勢いで賭けに乗ってしまった事を後悔するが、パスパルトゥーの励ましで旅立つ決心をするフォッグ。一方パスパルトゥーには、この旅を利用して故郷の村に立ち寄り、秘宝を無事送り届けるという真の目的があった。パリで出会った画家志望のモニク・ラ・ローシュを一行に加えて旅は続く。しかし行く手に待ち受けるのは、ケルヴィン卿の妨害工作、そしてパスパルトゥーを追う盗賊団の一行だった。

## キャスト
| 役名                                | 俳優                             | 日本語吹替 | 日本語吹替 |
| 役名                                | 俳優                             | 劇場公開版 | テレビ東京版 |
| ----------------------------------- | -------------------------------- | --- | --- |
| パスパルトゥー / ラウ・シン（劉新） | ジャッキー・チェン               | 石丸博也 | 石丸博也 |
| フィリアス・フォッグ                | スティーヴ・クーガン             | 原田泰造 | 堀内賢雄 |
| モニク・ラ・ローシュ                | セシル・ドゥ・フランス           | 中山エミリ | 弓場沙織 |
| ケルヴィン卿                        | ジム・ブロードベント             | 松方弘樹 | 青野武 |
| フィックス警部                      | ユエン・ブレムナー               | 江原正士 | 江原正士 |
| ファン将軍（方將軍）                | カレン・モク                     | 杉本彩 | 深見梨加 |
| ヴィクトリア女王                    | キャシー・ベイツ                 | 森公美子 | 小宮和枝 |
| ハピ王子                            | アーノルド・シュワルツェネッガー | 玄田哲章 | 玄田哲章 |
| ウォン・フェイフォン（黄飛鴻）      | サモ・ハン・キンポー             | 蝶野正洋 | 水島裕 |
| サンフランシスコの浮浪者            | ロブ・シュナイダー               | 石塚運昇 | 石塚運昇 |
| ウィルバー・ライト                  | オーウェン・ウィルソン           | 中川剛 | 森川智之 |
| オービル・ライト                    | ルーク・ウィルソン               | 中川礼二 | 宮本充 |
| バク・メイ（白眉道人）              | ダニエル・ウー                   | 魔裟斗 | 小松史法 |
| キッチュナー総監                    | イアン・マクニース               | 緒方賢一 | 緒方賢一 |
| 蒸気船の船長                        | マーク・アディ                   | 内海賢二 | 内海賢二 |
| 巡査部長                            | ジョン・クリーズ                 | 滝知史 | 小林通孝 |
| 気球乗り場の男                      | リチャード・ブランソン           | | |
| 黒サソリの刺客                      | 謙吾                             | | |
| 黒サソリの女刺客                    | マギー・Q                        | | |
| 広東十虎（Snake）                   | トニー・ホー                     | | |
| 広東十虎（Wu）                      | ベンジャミン・ユエン             | | |
| 広東十虎（Lung）                    | ウィリアム・ダン                 | | |
| 広東十虎（Crazy Ti）                | マーシャ・ユアン                 | | |
| 広東十虎（Ho）                      | ドン・タイ                       | | |
| ナレーション                        | ナレーション                     | 中村正 | 中村正 |
| その他声の出演                      | その他声の出演                   | 海鋒拓也 宮本侑芽 永田博丈 北村弘一 石津康彦 相生千恵子 田原アルノ 秋元羊介 佐藤淳 河相智哉 山田敦彦 斉藤次郎 原奈津季 林智恵 | 海鋒拓也 宮本侑芽 永田博丈 北村弘一 石津康彦 相生千恵子 田原アルノ 秋元羊介 佐藤淳 河相智哉 山田敦彦 斉藤次郎 原奈津季 林智恵 |
| 日本語版制作スタッフ                |                                  | | |
| 演出                                | 演出                             | 壺井正 | 壺井正 安江誠 |
| 翻訳                                | 翻訳                             | 平田勝茂 | 平田勝茂 |
| 調整                                | 調整                             | 飯塚秀保 | 飯塚秀保 黒崎裕樹 藤樫衛 |
| 効果                                | 効果                             | | リレーション |
| 担当                                | 担当                             | | 田坂謙一 森下広人 |
| 配給                                | 配給                             | | 角川映画 |
| プロデューサー                      | プロデューサー                   | | 渡邉一仁 遠藤幸子 五十嵐智之                                                                                                  |
| 制作                                | 制作                             | グロービジョン | テレビ東京 グロービジョン |
| 初回放送 ソフト収録                 | 初回放送 ソフト収録              | VHS・DVD収録 | 2008年5月1日 『木曜洋画劇場』 21:00-22:54                                                                                     |

## 作品解説
『ラッシュアワー』シリーズや『シャンハイ・ヌーン』シリーズで念願の全米進出と全米制覇を達成したジャッキーだが、本作の出来には不満で「リメイク作品はもうこりごり」という発言をしており、後に『ピンクパンサー』の出演依頼が来た時にはその依頼を断っている。
ジャッキー映画の定番と言えばエンディングで流れるNG集だが、この映画ではエンディングでNG集が流されない。

## 主題歌
主題歌の「It's a Small world」をブレイク前の倖田來未が歌っている。しかしパンフレットなどに記載はあるが、劇中では使われていない。倖田のアルバムには収録されている。